# Schondorf am Ammersee
Schondorf am Ammersee település Németországban, azon belül Bajorországban. Lakosainak száma 4137 fő (2023. december 31.).

## Népesség
A település népessége az elmúlt években az alábbi módon változott:
| Lakosok száma | 2004 | 2314 | 3766 | 3741 | 3849 | 3944 | 3938 | 3969 | 4070 | 4137 |
|               | 1970 | 1975 | 2011 | 2012 | 2014 | 2015 | 2017 | 2019 | 2022 | 2023 |

## Fekvése
Münchentől nyugatra fekvő település.

## Leírása
A település piacterét (Markplatz) 17-18. századból való favázas házak díszítik, melyek a piacteret a tartomány egyik különösen bájos helyévé teszik. 
Evangélikus templom (Stadtkirche) a 15. század végén, Jörg Aberlin tervei szerint épült. Figyelmet érdemel a templom késő gótikus keleti kórusa, melyet az 1634 évi tűzvész megkímélt. A tűzvészt követően a templom egyrészét átépítették.  A városban található Gotlieb Daimler szülőháza is.

## Nevezetességek
- Szent Anna templom
- Szent Jakab templom
- Sammersee fesztivál

## Itt születtek, itt éltek
- Gottlieb Daimler (Schorndorf, 1834. március 17. – Cannsatt, 1900. március 6.) német gépészmérnök. itt született.

## Galéria

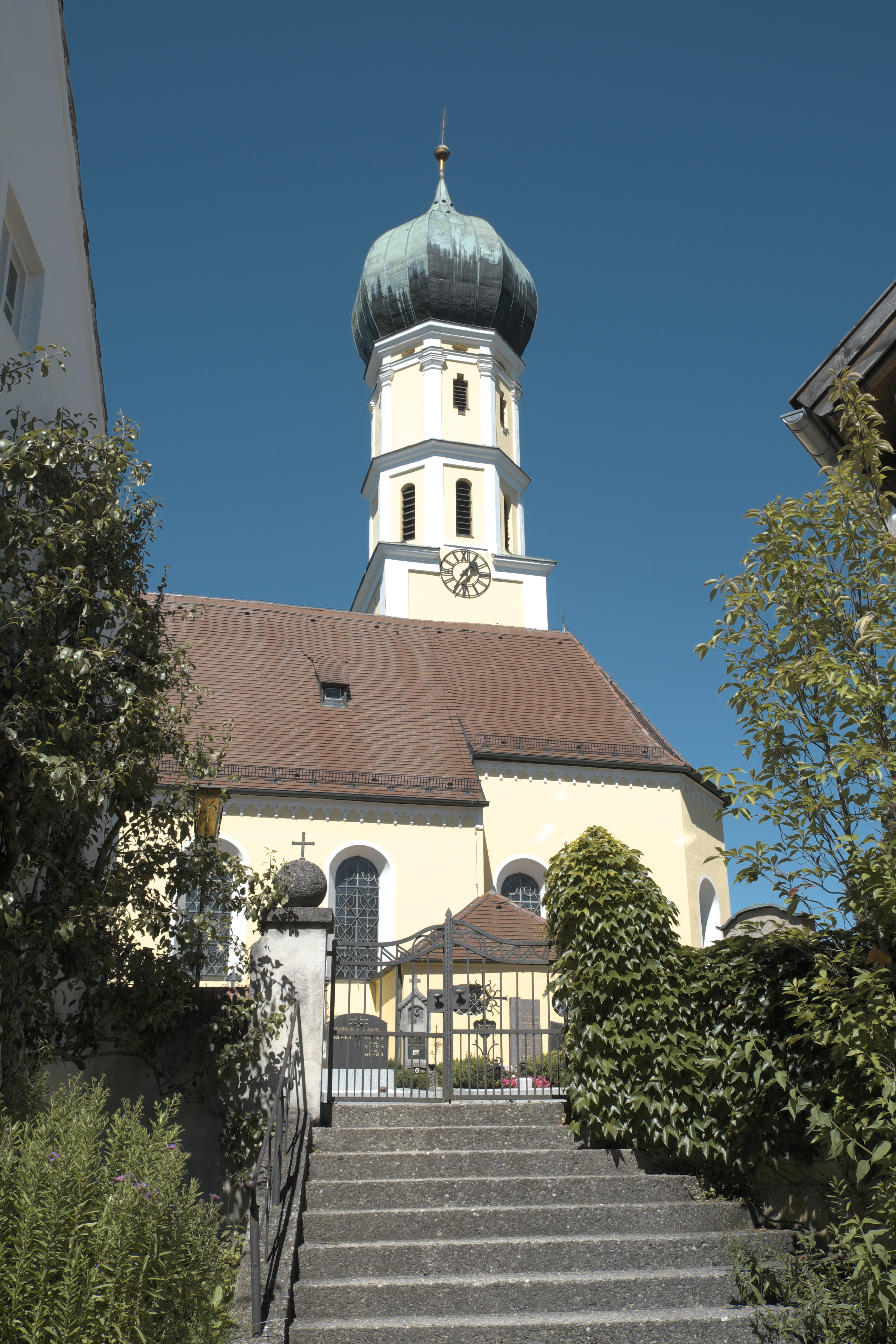
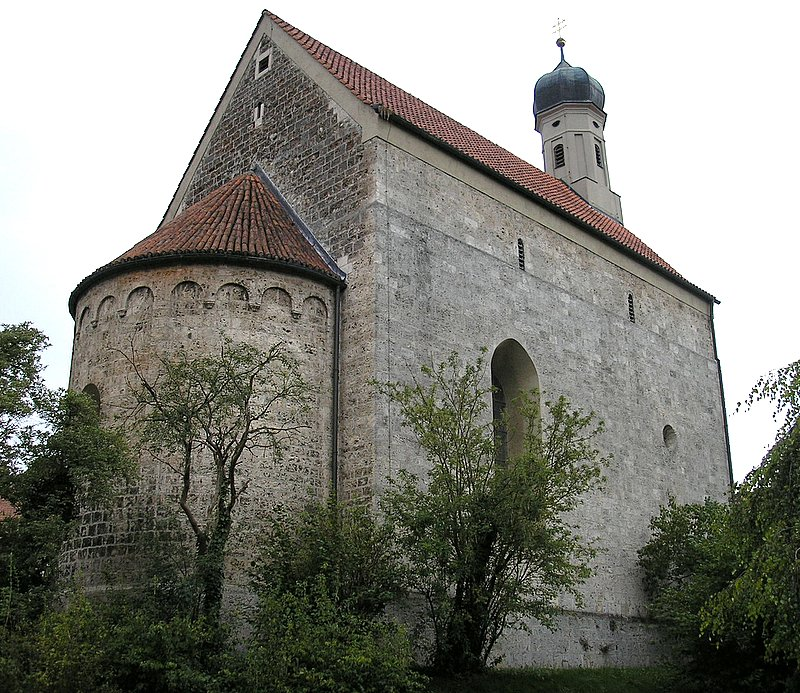
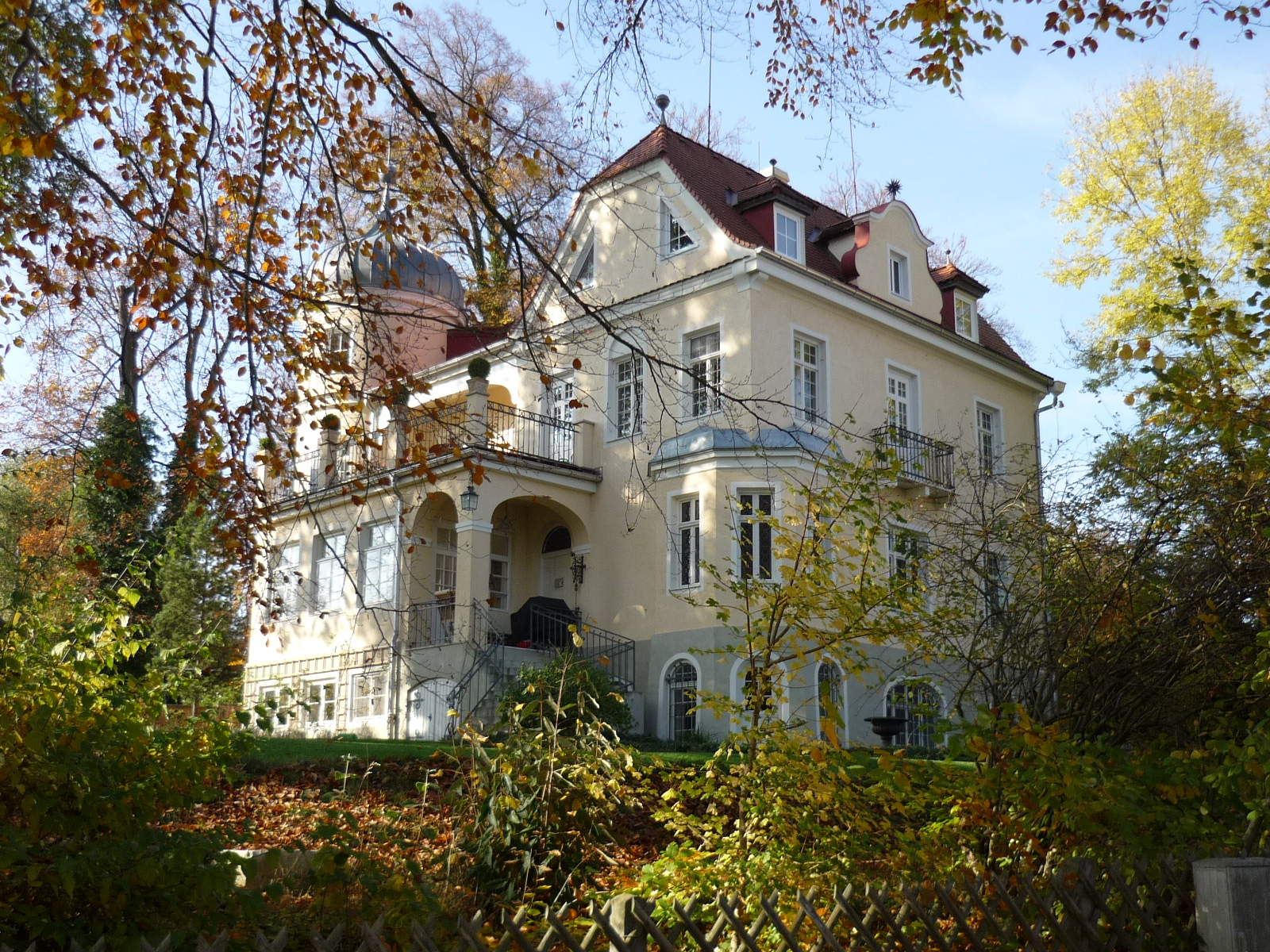
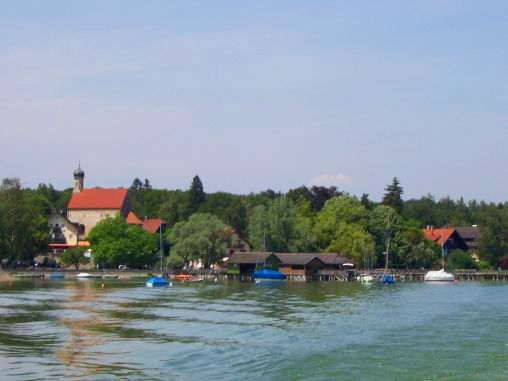
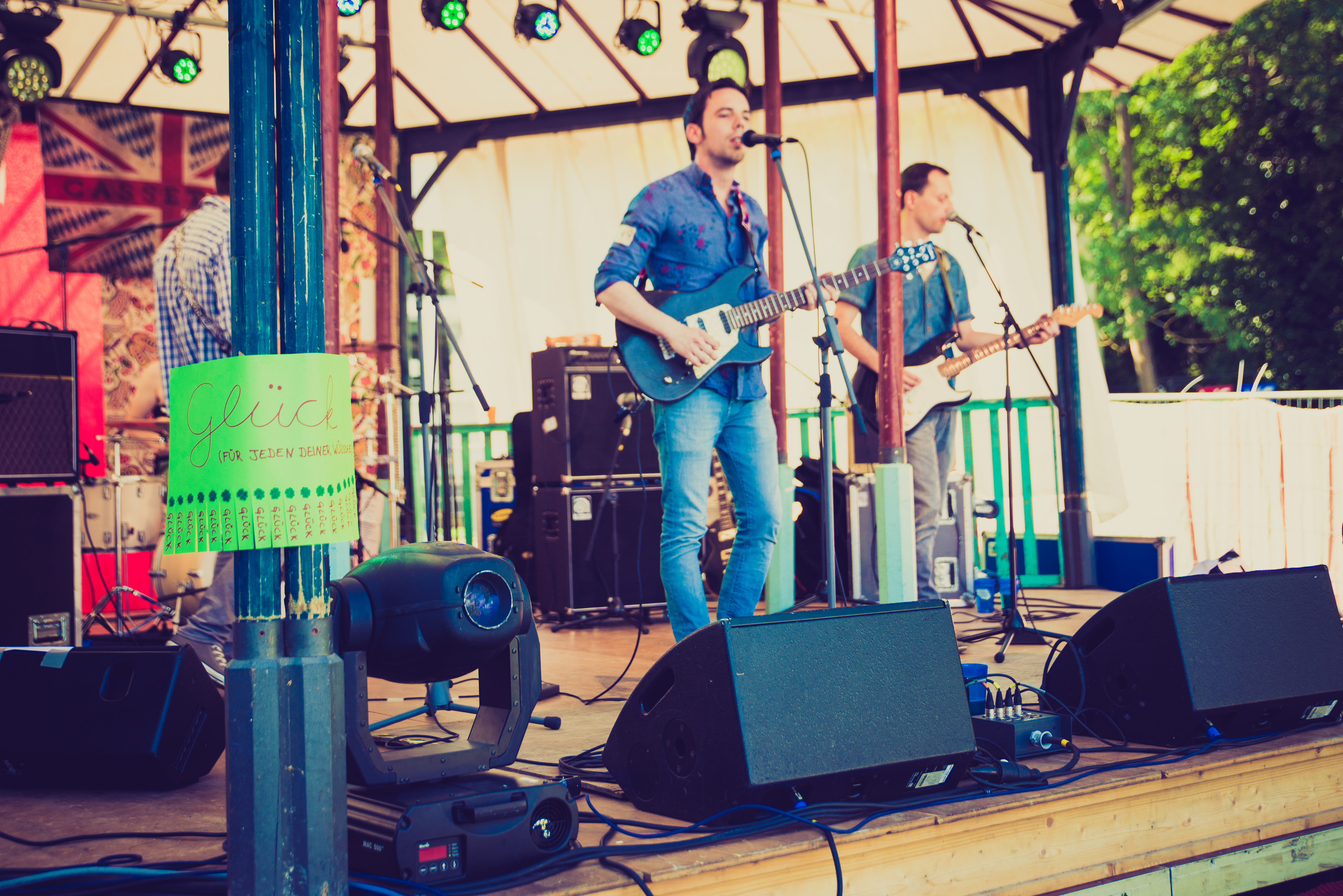